# Express Football Club
O Express Football Club é um clube de futebol com sede em Kampala, Uganda. A equipe compete no Campeonato Ugandense de Futebol.

## História
O clube foi fundado em 1957.